# Alaa el-Din Abdoun
Alaa el-Din Abdoun (in arabo علاء الدين عبدون‎?; 19 febbraio 1965) è un ex cestista egiziano.

## Carriera
Con l'Egitto ha disputato i Giochi olimpici di Seul 1988.